# La Vie au Soleil
La Vie au soleil (frz.: Das Leben in die Sonne) ist eine vierteljährlich erscheinende französische naturistische Zeitschrift. Sie wurde 1949 gegründet.

## Geschichte
Initiator der Zeitschrift La Vie au Soleil war Albert Lecocq (1905–1969). Die erste Ausgabe erschien am 1. Februar 1949.
Nach Lecocqs Tod setzte seine Witwe Christiane Lecocq, die er im Naturistenmilieu kennengelernt und 1933 geheiratet hatte, das Projekt La Vie au Soleil fort.
Lag der Schwerpunkt anfangs auf Annoncen und Werbung bietet die Zeitschrift heute ein breiteres Feld mit dem Schwerpunkt Freikörperkultur in Reportagen, Interviews und thematischen Dossiers. Andere Themen werden aber auch angesprochen (Kunst und Kultur, Gesundheit, Sport, Ernährung).
Die Zeitschrift hat nach 1983 mehrmals ihren Namen geändert und den ursprünglichen Namen 1994 wiederaufgenommen:
- La Vie au soleil von 1949 bis 1983
- Vivre nu magazine von 1984 bis 1991
- le Nouveau Naturiste von 1992 bis 1993
- La Vie au soleil, Naturisme Information seit Januar 2011

Vertrieben wird die Zeitschrift im Kiosk und Abonnement.

## Bibliografie
- Marc-Alain Descamps: Vivre nu: psychosociologie du naturisme. Trismégiste, Paris 1987, ISBN 2-86509-026-4.